# مانويل بلانكو إنكالادا

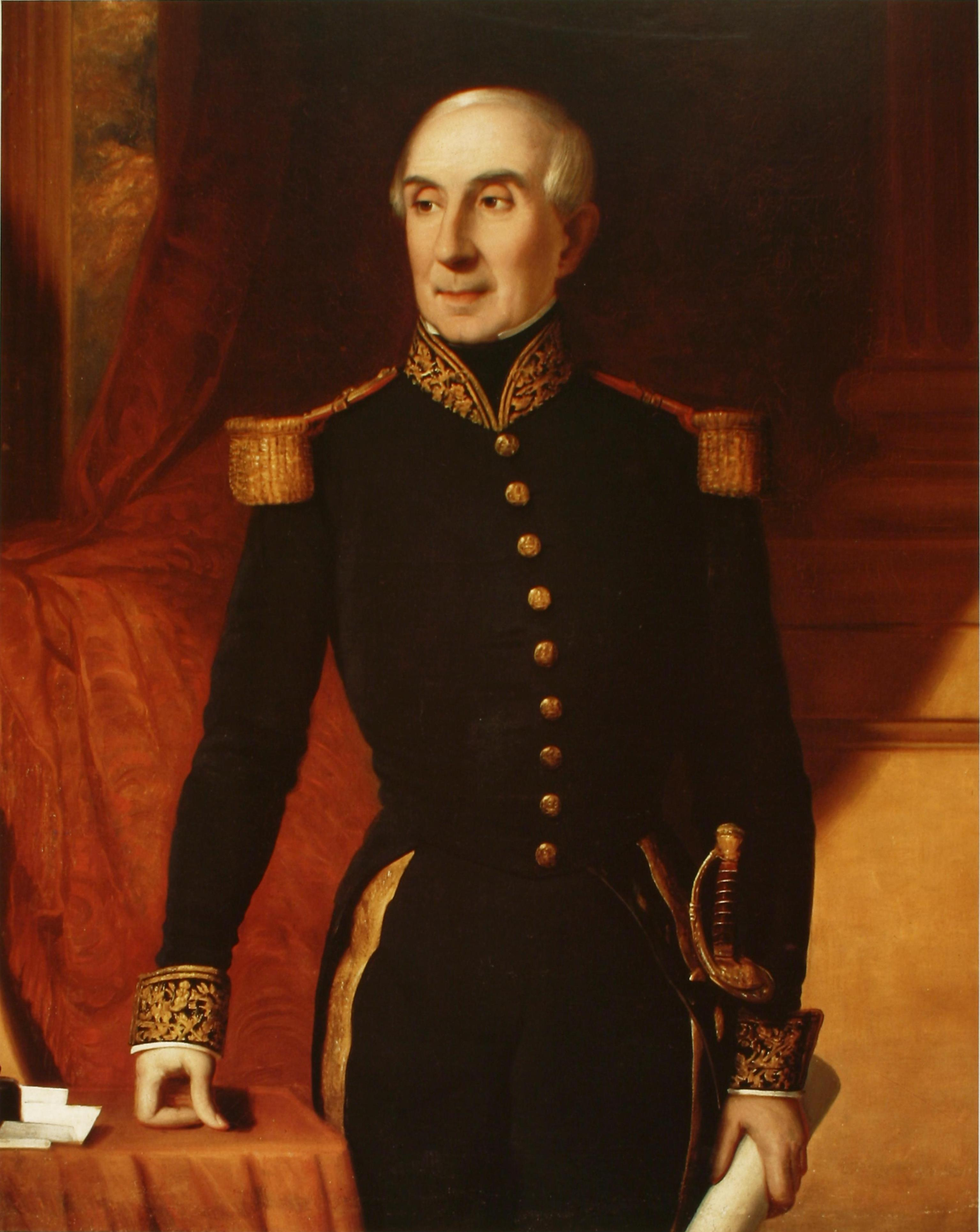
بلانكو إنكالادا

مانويل بلانكو إنكالادا أو مانويل خوسيه بلانكو إي كالفو دي إنكالادا (بالإسبانية: Manuel José Blanco y Calvo de Encalada) ـ (21 أبريل 1790 ـ 5 سبتمبر 1876) هو نائب أدميرال في البحرية التشيلية وسياسي. كان الماسونية بارزًا، وهو أول من شغل منصب رئيس تشيلي (بشكل مؤقت) لشهرين فقط، في الفترة من 9 يوليو إلى 9 سبتمبر 1826.